# Катаева, Елена Георгиевна
Елена Георгиевна Катаева (урожд. Солякина; 14 июня 1956, Ленинград — 10 января 2021, Москва) — кандидат технических наук, доктор политических наук, доцент. Ректор университета «Станкин» (2018-2021).

## Биография
Родилась в семье Георгия Ефимовича Солякина (1935—2011) и Ольги Владимировны, урождённой Юрьевой (1934—2020). Свою трудовую деятельность начала в 1979 году в Ленинградском Политехническом институте им. Калинина в должности преподавателя кафедры «Автоматика и вычислительная техника». Обучала студентов по таким дисциплинам как теоретическая механика, аналитическая механика, линейное программирование, сопротивление материалов.
В 1990—1991 годах работала помощником председателя Ленсовета, впоследствии — мэра города Санкт-Петербурга А. А. Собчака.
В 1992—1999 годах — работала в Аппарате Правительства Российской Федерации, Администрации Президента Российской Федерации (Главное Контрольное Управление Президента Российской Федерации, заместитель начальника управления).
В 1999—2001 годах — РАО «ЕЭС России», начальник департамента по работе с органами государственной власти, советник Председателя Правления.
В 2001—2002 годах — заместитель Министра природных ресурсов Российской Федерации.
В 2002—2004 годах — заместитель председателя Федеральной комиссии по рынку ценных бумаг (ФКЦБ России).
В 2004—2016 годах — заместитель генерального директора по работе с органами государственной власти ОАО «Газпромрегионгаз»
В период с 2005 по 2017 годы являлась членом Совета директоров Группы «АльфаСтрахование», Председателем Совета директоров в ряде крупнейших газораспределительных организаций Центрального федерального округа Российской Федерации и членом совета директоров — представителем интересов Российской Федерации в ОАО «ВНИПИнефть».
В 2016—2017 годах — советник генерального директора Госкорпорации «Роскосмос».
29 августа 2017 года приказом Министерства образования и науки Российской Федерации назначена исполняющей обязанности ректора МГТУ «Станкин».
8 мая 2018 года приказом Министерства образования и науки Российской Федерации назначена ректором МГТУ «Станкин».
Скончалась в результате заражения коронавирусом.
Похоронена в Санкт-Петербурге на Большеохтенском Георгиевском кладбище.

## Награды
- Орден Почёта
- Почётная грамота Председателя Правительства Российской Федерации
- Медаль «В память 300-летия Санкт-Петербурга»
- Почётная грамота и золотой нагрудный знак ОАО «Газпромрегионгаз»